# Blade of the 47 Ronin
Blade of the 47 Ronin es una película estadounidense de acción y fantasía de 2022 dirigida por Ron Yuan  y escrita por John Swetnam, Aimee Garcia y AJ Mendez. Se trata de una secuela de la película de 2013 47 Ronin. Ambientada 300 años después de su predecesora, la película detalla la lucha por la supervivencia de los últimos descendientes de los 47 Ronin. Blade of the 47 Ronin se estrenó como película original de Netflix el 25 de octubre de 2022.

## Sinopsis
Continuando la historia de los antiguos guerreros Rōnin japoneses, la película se desarrolla 300 años después de 47 Ronin, en un mundo moderno donde los clanes samuráis existen en completo secreto.

## Reparto
- Anna Akana como Luna
- Mark Dacascos como Shinshiro
- Teresa Ting como Onami
- Mike Moh como Reo
- Dustin Nguyen como Nikko
- Chris Pang como Arai
- Daniel Southworth como Yurei
- Nino Furuhata como Dash
- Chikako Fukuyama como Aya
- Yoshi Sudarso como Sun
- Enikõ Fülöp como Hana
- Luna Fujimoto como Mai
- Akira Koieyama como Ikeda
- Dai Tabuchi como Hirano
- Gen Seto como Maeda
- Michael Daramola como Okoro

## Producción

### Desarrollo
En agosto de 2020, se anunció que se estaba desarrollando una secuela de 47 Ronin con Ron Yuan como director. El proyecto fue descrito por el cineasta como una combinación de géneros, fusionando artes marciales, acción, terror y ciberpunk. La trama de la película se sitúa 300 años en el futuro y es producida por Universal 1440 Entertainment, con distribución a cargo de Netflix. La producción comenzó en el primer trimestre de 2021.
En abril de 2021, Aimee García y AJ Méndez se unieron a la producción como coguionistas, el primer crédito cinematográfico de la pareja de escritores y colaboradores. En diciembre de 2021, se reveló que John Swetnam también se había unido al proyecto como guionista adicional.

### Casting
En diciembre de 2021, Anna Akana y Mark Dacascos se unieron al elenco en papeles principales, mientras que Teresa Ting, Mike Moh, Dustin Nguyen, Yoshi Sudarso y Chris Pang forman parte del elenco secundario.

### Rodaje
La fotografía principal comenzó en diciembre de 2021 en Budapest, Hungría. Además, se aclaró que la trama se desarrollaría 300 años después de la primera película, en lugar de estar ambientada "en el futuro". La trama ficticia, situada en la actualidad, se centra en facciones de samuráis que han operado en secreto durante siglos. Se anunció el elenco principal y Tim Kwok fue nombrado productor. La película es una producción conjunta entre Universal Pictures, Universal 1440 Entertainment y Scrappy Heart Productions, y fue distribuida por Netflix.

## Estreno
Blade of the 47 Ronin se estrenó el 25 de octubre de 2022 mediante streaming por Universal Filmed Entertainment Group como película original de Netflix.

## Futuro
En octubre de 2022, tras la popularidad de Blade of the 47 Ronin a través de su estreno en streaming, se anunció que se estaba desarrollando una tercera película.